# Euphitrea mandibula
Euphitrea mandibula is een keversoort uit de familie bladkevers (Chrysomelidae). De wetenschappelijke naam van de soort werd in 2006 gepubliceerd door Wang & Zhang in Yong Zhang.